# Pływanie na Letnich Igrzyskach Olimpijskich 1988 – 200 m stylem grzbietowym kobiet
200 m stylem grzbietowym kobiet – jedna z konkurencji pływackich, które odbyły się podczas XXIV Igrzysk Olimpijskich w Seulu. Eliminacje i finały miały miejsce 25 września 1988 roku.
Mistrzynią olimpijską została Węgierka Krisztina Egerszegi, która czasem 2:09,29 ustanowiła nowy rekord olimpijski i Europy. Pozostałe miejsca na podium zajęły reprezentantki NRD. Srebrny medal zdobyła Kathrin Zimmermann (2:10,61), a brązowy Cornelia Sirch (2:11,45).

## Rekordy
Przed zawodami rekord świata i rekord olimpijski wyglądały następująco:
| Rekord            | Zawodniczka    | Czas    | Miejsce | Data            |
| ----------------- | -------------- | ------- | ------- | --------------- |
| Rekord świata     | Betsy Mitchell | 2:08,60 | Orlando | 27 czerwca 1986 |
| Rekord olimpijski | Rica Reinisch  | 2:11,77 | Moskwa  | 27 lipca 1980   |

W trakcie zawodów ustanowiono następujące rekordy:
| Data        | Etap konkurencji      | Zawodniczka         | Czas    | Rekord |
| ----------- | --------------------- | ------------------- | ------- | ------ |
| 25 września | wyścig eliminacyjny 4 | Krisztina Egerszegi | 2:11,01 | OR     |
| 25 września | wyścig eliminacyjny 5 | Cornelia Sirch      | 2:10,46 | OR     |
| 25 września | finał A               | Krisztina Egerszegi | 2:09,29 | OR     |

## Wyniki

### Eliminacje
Najszybsze osiem zawodniczek zakwalifikowało się do finału A (Q), a kolejne osiem do finału B (q).
| Miejsce | Wyścig | Zawodniczka         | Państwo                              | Czas      | Uwagi |
| ------- | ------ | ------------------- | ------------------------------------ | --------- | ----- |
| 1.      | 5      | Cornelia Sirch      | NRD                                  | 2:10,46   | Q,    |
| 2.      | 4      | Krisztina Egerszegi | Węgry                                | 2:11,01   | Q     |
| 3.      | 3      | Kathrin Zimmermann  | NRD                                  | 2:12,81   | Q     |
| 4.      | 4      | Beth Barr           | Stany Zjednoczone                    | 2:13,91   | Q     |
| 5.      | 5      | Andrea Hayes        | Stany Zjednoczone                    | 2:14,77   | Q     |
| 6.      | 5      | Nicole Livingstone  | Australia                            | 2:14,81   | Q     |
| 7.      | 4      | Jolanda de Rover    | Holandia                             | 2:16,58   | Q     |
| 8.      | 4      | Svenja Schlicht     | RFN                                  | 2:16,81   | Q     |
| 9.      | 5      | Karen Lord          | Australia                            | 2:16,94   | q     |
| 10.     | 4      | Katherine Read      | Wielka Brytania                      | 2:17,22   | q     |
| 11.     | 3      | Anca Pătrășcoiu     | Rumunia                              | 2:17,25   | q     |
| 12.     | 4      | Lorenza Vigarani    | Włochy                               | 2:17,35   | q     |
| 13.     | 5      | Sharon Musson       | Nowa Zelandia                        | 2:17,47   | q     |
| 14.     | 3      | Johanna Larsson     | Szwecja                              | 2:18,01   | q     |
| 15.     | 2      | Lin Li              | Chiny                                | 2:18,11   | q     |
| 16.     | 5      | Satoko Morishita    | Japonia                              | 2:18,74   | q     |
| 17.     | 5      | Michelle Smith      | Irlandia                             | 2:19,50   |       |
| 18.     | 2      | Aileen Convery      | Irlandia                             | 2:19,91   |       |
| 19.     | 3      | Lori Melien         | Kanada                               | 2:20,45   |       |
| 20.     | 5      | Tomoko Onogi        | Japonia                              | 2:21,46   |       |
| 21.     | 3      | Sylvia Hume         | Nowa Zelandia                        | 2:21,55   |       |
| 22.     | 4      | Helen Slatter       | Wielka Brytania                      | 2:21,66   |       |
| 23.     | 4      | Wang Bolin          | Chiny                                | 2:21,70   |       |
| 24.     | 2      | Rita Jean Garay     | Portoryko                            | 2:23,73   |       |
| 25.     | 3      | Christine Magnier   | Francja                              | 2:24,15   |       |
| 26.     | 2      | Hong Ji-hee         | Korea Południowa                     | 2:24,58   |       |
| 27.     | 2      | Eva Gysling         | Szwajcaria                           | 2:24,61   |       |
| 28.     | 3      | Katja Ziliox        | RFN                                  | 2:26,25   |       |
| 29.     | 1      | Ana Joselina Fortin | Honduras                             | 2:32,13   |       |
| 30.     | 1      | Tricia Duncan       | Wyspy Dziewicze Stanów Zjednoczonych | 2:33,97   |       |
| 31.     | 2      | Wang Chi            | Chińskie Tajpej                      | 2:36,60   |       |
| 32.     | 1      | Sharon Pickering    | Fidżi                                | 2:36,99   |       |
| 34 !    | 2      | Akiko Thomson       | Filipiny                             | 9:99,99 ! | DNS   |
| 34 !    | 3      | Ruth Hochstatter    | Austria                              | 9:99,99 ! | DNS   |

### Finały

#### Finał B
| Miejsce | Tor | Zawodniczka      | Państwo         | Czas      | Uwagi |
| ------- | --- | ---------------- | --------------- | --------- | ----- |
| 1.      | 3   | Anca Pătrășcoiu  | Rumunia         | 2:15,75   |       |
| 2.      | 2   | Sharon Musson    | Nowa Zelandia   | 2:16,06   |       |
| 3.      | 1   | Lin Li           | Chiny           | 2:16,68   |       |
| 4.      | 5   | Katherine Read   | Wielka Brytania | 2:18,20   |       |
| 5.      | 6   | Lorenza Vigarani | Włochy          | 2:18,69   |       |
| 6.      | 4   | Karen Lord       | Australia       | 2:18,78   |       |
| 6.      | 8   | Satoko Morishita | Japonia         | 2:18,78   |       |
| 8 !     | 7   | Johanna Larsson  | Szwecja         | 9:99,99 ! | DSQ   |

#### Finał A
| Miejsce | Tor | Zawodniczka         | Państwo           | Czas    | Uwagi |
| ------- | --- | ------------------- | ----------------- | ------- | ----- |
| 1 !     | 5   | Krisztina Egerszegi | Węgry             | 2:09,29 | ,     |
| 2 !     | 3   | Kathrin Zimmermann  | NRD               | 2:10,61 |       |
| 3 !     | 4   | Cornelia Sirch      | NRD               | 2:11,45 |       |
| 4.      | 6   | Beth Barr           | Stany Zjednoczone | 2:12,39 |       |
| 5.      | 7   | Nicole Livingstone  | Australia         | 2:13,43 |       |
| 6.      | 2   | Andrea Hayes        | Stany Zjednoczone | 2:15,02 |       |
| 7.      | 1   | Jolanda de Rover    | Holandia          | 2:15,17 |       |
| 8.      | 8   | Svenja Schlicht     | RFN               | 2:15,94 |       |